# هجمات بنجشير
هجمات بنجشير (الروسية: Панджшерские операции) هي سلسلة من المعارك حدثت منذ عام 1980 حتى عام 1985، بين الجيش السوفيتي ومجموعات من المجاهدين الأفغان بقيادة أحمد شاه مسعود. كان الهدف من تلك الهجمات هو السيطرة على وادي بنجشير الاستراتيجي في أفغانستان خلال الحرب السوفيتية الأفغانية في ثمانينيات القرن العشرين.
شهدت تلك المعارك بعضًا من أعنف القتالات في الحرب بأكملها. كانت الهجمات السوفييتية المنسقة خلال الحملات التسعة التي أطلقت، تطرد المجاهدين من الوادي بانتظام، لكنهم كانوا يعودون لمجرد مغادرة السوفيت.

## هدف استراتيجي
يقع وادي بنجشير على بعد 70 كيلومتر شمال كابل، في جبال هندو كوش بالقرب من ممر سالانغ، الذي يربط كابول مع المناطق الشمالية في أفغانستان ومن ثم إلى أوزباكستان، التي كانت آنذاك جزءًا من الاتحاد السوفييتي. أدى تمرد بقيادة أحمد شاه مسعود في يونيو من عام 1979 إلى طرد جميع القوات الحكومية وأصبح الوادي معقلًا للعصابات. نصبت مجموعات المجاهدين من بنجشير بشكل منتظم عددًا من الكمائن للقوافل السوفييتية التي تنقل الإمدادات إلى الجيش الأربعين المتمركز في أفغانستان. تحول ممر سالانغ إلى منطقة خطيرة، وكان يُمنح سائقو الشاحنات السوفييت أوسمة لنجاحهم في اجتيازه. دفع الضغط على النظام اللوجستي القيادة اللوجستية لمحاولة طرد المتمردين.

## إستراتيجية السوفييت
كان للهجمات السوفييتية في وادي بنجشير ثلاث سمات رئيسية. هذه السمات هي أولًا 1) التركيز على العتاد الجوي بما في ذلك القصف الجوي المكثف لمنطقة مستهدفة، يليه ثانيًا 2) إنزال قوات الهليكوبتر لإيقاف انسحاب قوات الأعداء والاشتباك مع العدو من جهات غير متوقعة وثالثًا 3) حملة قامت بها القوات الآلية إلى داخل مناطق دعم العصابات تزامنًا مع هبوط طائرات الهليكوبتر. تسببت هذه التكتيكات ضررًا كبير بالمدنيين. كان السوفييت يأملون من خلال تدمير جميع المحاصيل والماشية وإجبار المدنيين على الهجرة الجماعية من وادي بنجشير، أن يحرموا مسعود من الموارد التي تدعم مقاتليه المتفرغين.
نجح هذا التكتيك حيث أُجبر مسعود، من أجل إعادة بناء منظمته، على توقيع معاهدة لوقع إطلاق النار في يناير من عام 1983، استمرت لمدة عام. من ناحية ثانية، لم تدم هذه الانتصارات. كان هناك مشاكل خطيرة في تكتيك الهجمات الثأرية الكبيرة، مما ساهم في حالة الجمود التي ميزت الحرب. كانت قوات المجاهدين غالبًا تعلم مسبقًا بالهجمات القادمة عن طريق مواطنيهم في جيش جمهورية أفغانستان الديمقراطية (دي آر إيه). لم يتمكن فقط المدنيون والعصابات من الحركة بأمان بعيدًا عن طريق أغلب القنابل، ولكن تمكنت العصابات أيضًا من التخطيط للكمائن، وتوزيع الألغام ونقل مخابئ الأسلحة. كانت العصابات تتراجع إلى داخل الوادي بمجرد أن وصلت ناقلات الجند المدرعة وطائرات الهليكوبتر، وتنفذ كمائن صغيرة بدلًا من مواجهة السوفييت علنًا.

## الخط الزمني

### بنجشير الأول والثالث

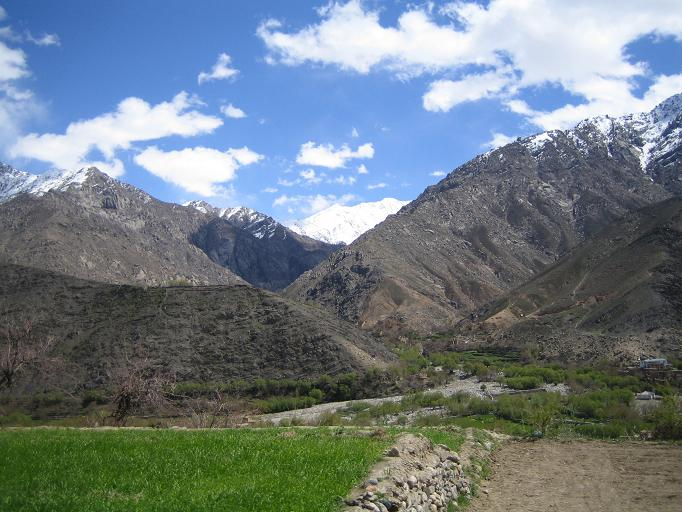
وادي بنجشير

وقعت أول عملية سوفييتية في بنجشير في شهر أبريل من عام 1980، بعد أربعة أشهر من وصول القوات السوفييتية إلى أفغانستان. تضمنت هذه العملية ثلاث كتائب سوفييتية، كانت أحدها الكتيبة الرابعة من لواء الهجوم الجوي التابع للحرس السادس والخمسين بقيادة ليونيد خاباروف، وألف رجل من الجيش الأفغاني وقوات الأمن. كان القائد العام للعملية هو الجنرال بيكوفوي.
بلغ عدد المجاهدين وفقًا للاستخبارات السوفييتية ألف رجل أو ما لا يزيد عن 200 وفقًا لمصادر أفغانية. كانوا مسلحين فقط ببنادق قديمة ولم ينظموا أي أعمال دفاعية، لكنهم زرعوا الألغام على الطريق الوحيد. استمر التقدم إلى الوادي، واستولوا على ولاية بازارك بعد قتال واجتاحوا المكتب الرئيسي لمسعود في باسيشا-ماردان، حيث تم العثور على وثائق مختلفة. أصيب خاباروف في القتال برصاصة في الساعد. سمح المتمردون عمدًا للقوات السوفييتية/دي آر إيه بالدخول إلى الوادي ونصبوا كمائن لهم في أثناء انسحابهم. ادعى السوفييت خلال العملية التي دامت أربعة أيام أنهم تسببوا بخسائر فادحة للمتمردين، لكن صحيفة المجاهدين التي تدعى نداء الجهاد قدرت خسائرهم بأربع قتلى.
أدت العملية الأولى إلى نصب حامية للقوات الأفغانية في حصن في بلدة روخا، لكن سرعان ما حاصرهم المجاهدون وعانوا من خسائر مستمرة بسبب النيران المضايقة. بدءًا من 28 أغسطس، شنت القوات السوفييتية والأفغانية هجومًا جديدًا أطلق عليه اسم بنجشير الأول. تضمن هذا الهجوم للمرة الأولى هبوطًا لقوات الهجوم الجوي. مرة أخرى، لم يعارض المجاهدون الهجوم بشكل مباشر، بل ضايقوا السوفييت وقوات دي آر إيه ونصبوا لهم الكمائن أثناء مرورهم. استمرت العملية 21 يومًا. اعترف المجاهدون بمقتل 25 من صفوفهم وزعموا أنهم أصابوا 500 شخص من خصومهم وأسقطوا عدة طائرات هيليكوبتر.
لم يهدأ ضغط المجاهدين على مدينة روخا على الرغم من العملية، بما في ذلك استخدام قطع المدفعية التي تم الاستيلاء عليها. وصلت في 8 نوفمبر قافلة من الشاحنات الحكومية ترافقها مركبات مدرعة سوفييتية إلى الموقع المحاصر. اشتبكت القوات السوفييتية وقوات دي آر إيه مع المجاهدين على المرتفعات حول البلدة في محاولات لكسر الحصار. قُتل أحد قادة مسعود الفرعيين وعانت القرى المحيطة بشدة من القصف العشوائي من قبل الطائرات السوفييتية، لكن الحصار استمر.
بدأت العملية الأخيرة لعام 1980 في 12 ديسمبر. ضربت غارات جوية الوادي، مسببة موت 100 مدني و15 مجاهد. أُخلي حصن روخا في النهاية بتاريخ 27 ديسمبر، وانتهت العملية بعد يومين، تاركة الوادي في أغلبه تحت سيطرة المتمردين.